# 阿拉瓜南 (馬拉尼昂州)
2°57′10″S 45°39′54″W / 2.95278°S 45.66500°W

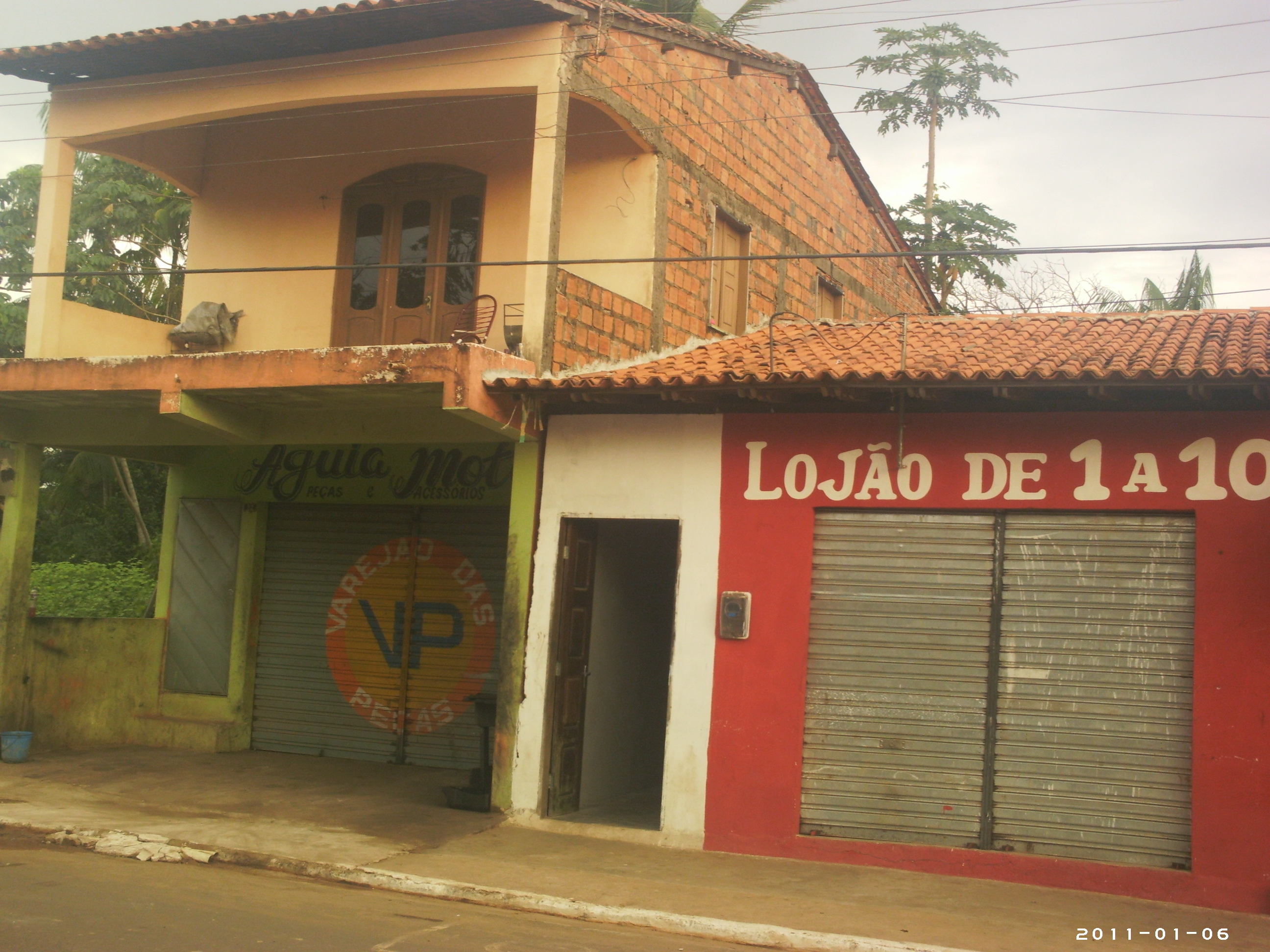
阿拉瓜南

阿拉瓜南（葡萄牙語：Araguanã），是巴西的城鎮，位於該國東北部，由馬拉尼昂州負責管轄，始建於1996年，面積804平方公里，2010年人口13,957，人口密度每平方公里17.35人。